# Клеце (Поморське воєводство)
Клеце (пол. Klecie) — село в Польщі, у гміні Старе Поле Мальборського повіту Поморського воєводства.
Населення — 76 осіб (2011).
У 1975-1998 роках село належало до Ельблонзького воєводства.

## Демографія
Демографічна структура станом на 31 березня 2011 року:
|          | Загалом | Допрацездатний вік | Працездатний вік | Постпрацездатний вік |
| -------- | ------- | ------------------ | ---------------- | -------------------- |
| Чоловіки | 41      | 12                 | 25               | 4                    |
| Жінки    | 35      | 11                 | 14               | 10                   |
| Разом    | 76      | 23                 | 39               | 14                   |